# Kościół św. Andrzeja Boboli w Pieńkach Królewskich
Kościół pw. św. Andrzeja Boboli w Pieńkach Królewskich zbudowany został w latach 1908-1911 w Pieńkach Królewskich koło Grudziądza jako świątynia ewangelicka.
Siłami okolicznej ludności usypano wzgórze po budowę.
Postawiono kościół z cegły, nieorientowany, w stylu neogotyckim-nadwiślańskim. Zbudowany na planie prostokąta, zakończonego od strony zachodniej trójbocznym prezbiterium. Do południowo-zachodniego narożnika przylega kwadratowa zakrystia. W kościele nie ma kruchty. Dach dwuspadowy, kryty dachówką karpiówką. Nad frontem wznosi się ośmioboczna stroma wieżyczka.
Wnętrze kościoła otynkowane, ze sklepieniem beczułkowym, drewnianym. Całą szerokość wnętrza zajmuje chór, sięgający na jedną trzecią długości nawy.
Po drugiej wojnie światowej większość ewangelików, z pochodzenia Niemców, opuściła okolicę i 1 lipca 1946 zniszczony i pusty budynek przekazano "dekretem zdawczo-odbiorczym" parafii w Szynychu. 15 sierpnia 1946 odprawiono pierwszą mszę.
10 marca 1958 kościół stał się kościołem parafialnym nowo powołanej parafii pw. św. Andrzeja Boboli.